# ويلهلم لورينز (عسكري)
ويلهلم لورينز (بالألمانية: Wilhelm Lorenz)‏ هو عسكري ألماني، ولد في 25 أبريل 1894 في هامبورغ في ألمانيا، وتوفي في 2 يناير 1943 في Demyansk ‏ في روسيا.